# Менделеевская линия
Менделеевская линия — улица на Васильевском острове в Санкт-Петербурге. Пролегает между Университетской набережной и площадью Академика Сахарова.

## История

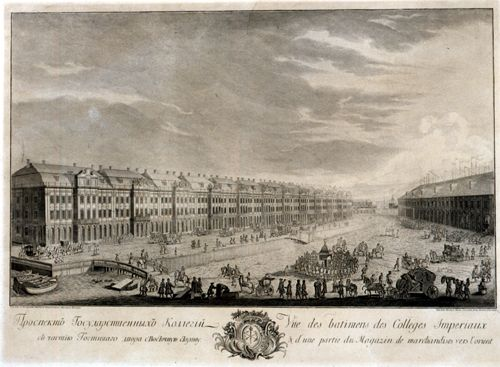
«Проспект государственных коллегий с частью Гостиного двора с восточной стороны», гравюра 1753 года

Менделеевская линия расположена в восточной части Васильевского острова, который после основания Санкт-Петербурга был подарен Петром I князю Александру Даниловичу Меншикову. В 1710 году было начато строительство первого каменного здания в городе — дворца А. Д. Меншикова. Когда на острове было решено строить административный центр Санкт-Петербурга, остров перешёл в ведение казны. Восточный мыс (Стрелка Васильевского острова) должен был стать главной городской площадью. Западную (дальнюю от берега) сторону этой площади начали застраивать уже в 1720-х годах. С 1722 по 1736 год по проекту архитектора Доменико Трезини строилось здание Двенадцати коллегий, которое образовало чётную сторону современной Менделеевской линии.
Вдоль улицы в начале XVIII века был прокопан канал, который помогал осушить территорию Коллежской площади, находящейся с восточной (нечётной) стороны улицы. Саму линию с 1776 года тоже называли Коллежской. Канал был закопан в конце XVIII века. В 1783—1789 годах на будущей Университетской набережной торцом к Коллежской линии по проекту архитектора Джакомо Кваренги было построено здание Академии наук. По его же проекту в 1800—1815 годах был построен Новобиржевой Гостиный двор.
В 1820-х годах к востоку от улицы появился Биржевой сквер, в 1826—1831 годах по проекту архитектора И. Ф. Лукини был построен музейный флигель Академии наук. В 1834 году был разбит сквер вдоль всего здания Двенадцати коллегий.
Улицу иногда включали в состав Биржевой линии, но в 1849 году окончательно отделили от неё и назвали Университетской линией. На месте Коллежской площади в 1899—1904 годах было построено здание Императорского клинического повивально-гинекологического института (современный НИИ акушерства и гинекологии им. Д. О. Отта) по проекту архитектора Л. Н. Бенуа. Это здание окончательно сформировало застройку улицы.
С января 1866 года по август 1890 года в нижнем этаже здания Двенадцати коллегий жил и работал выдающийся учёный Д. И. Менделеев. В память о нём 6 октября 1923 года Университетскую линию переименовали в линию имени Профессора Менделеева. В быту быстро сформировалось более короткое название Менделеевская линия, так она стала называться с 1930-х годов.
В 1936 году в центре линии был разбит сквер, перепланированный в 1950-х годах архитектором Б. М. Серебровским. В 1986 году на пересечении Менделеевской линии с Университетской набережной был установлен памятник М. В. Ломоносову.

## Достопримечательности
| Список объектов от Университетской набережной до Биржевого проезда | Список объектов от Университетской набережной до Биржевого проезда                                                    | Список объектов от Университетской набережной до Биржевого проезда                                           | Список объектов от Университетской набережной до Биржевого проезда | Список объектов от Университетской набережной до Биржевого проезда | Список объектов от Университетской набережной до Биржевого проезда |
| Номер дома                                                         | Описание | Архитектор                                                                                                   | Постройка                                                          | Иллюстрация                                                        | Координаты                                                         |
| ------------------------------------------------------------------ | --- | --- | ------------------------------------------------------------------ | ------------------------------------------------------------------ | ------------------------------------------------------------------ |
| До № 1                                                             | Спуск к Большой Неве                                                                                                  | |                                                                    | Спуск к Неве у Менделеевской линии                                 |                                                                    |
| До № 1                                                             | Университетская набережная                                                                                            | |                                                                    |                                                                    |                                                                    |
| № 1 / Университетская набережная, № 5                              | Здание Академии наук Объект культурного наследия № 7810181001                                                         | Д. Кваренги                                                                                                  | 1783—1789                                                          | Здание Академии наук                                               | 59°56′27″ с. ш. 30°18′08″ в. д.                                    |
| № 1 / Университетская набережная, № 5                              | Музейный флигель Академии наук Объект культурного наследия № 7810181000                                               | И. Ф. Лукини при участии Д. Е. Филиппова                                                                     | 1826—1831                                                          | Музейный флигель Академии наук                                     |                                                                    |
| Напротив № 1                                                       | Памятник М. В. Ломоносову                                                                                             | скульпторы В. Д. Свешников и Б. А. Петров, архитекторы И. А. Шахов и Э. А. Тяхт                              | 21 ноября 1986                                                     |                                                                    | 59°56′26″ с. ш. 30°18′05″ в. д.                                    |
| № 2 / Университетская набережная, № 7                              | Здание Двенадцати коллегий (Санкт-Петербургский государственный университет) Объект культурного наследия № 7810183001 | Д. Трезини                                                                                                   | 1722—1736                                                          | Вид здания в 2012 году                                             | 59°56′30″ с. ш. 30°17′55″ в. д.                                    |
| Напротив № 2                                                       | Памятник Универсанту                                                                                                  | скульпторы М. В. Белов, А. А. Ананьев, В. В. Тиминский, архитектор В. В. Цехомский, конструктор Е. И. Белова | 26 февраля 2007                                                    | памятник Универсанту                                               | 59°56′30″ с. ш. 30°17′59″ в. д.                                    |

| Список объектов от Биржевого проезда до площади Академика Сахарова | Список объектов от Биржевого проезда до площади Академика Сахарова | Список объектов от Биржевого проезда до площади Академика Сахарова                | Список объектов от Биржевого проезда до площади Академика Сахарова | Список объектов от Биржевого проезда до площади Академика Сахарова | Список объектов от Биржевого проезда до площади Академика Сахарова |
| Номер дома                                                         | Описание | Архитектор                                                                        | Постройка                                                          | Иллюстрация                                                        | Координаты                                                         |
| ------------------------------------------------------------------ | --- | --------------------------------------------------------------------------------- | ------------------------------------------------------------------ | ------------------------------------------------------------------ | ------------------------------------------------------------------ |
| № 1 — № 3                                                          | Биржевой проезд | Биржевой проезд                                                                   | Биржевой проезд                                                    | Биржевой проезд                                                    | Биржевой проезд                                                    |
| № 3                                                                | Императорский клинический повивально-гинекологический институт (НИИ акушерства, гинекологии и репродуктологии имени Д. О. Отта) Объект культурного наследия № 7802310000 | Л. Н. Бенуа                                                                       | 1899—1904                                                          | НИИ акушерства и гинекологии им. Д. О. Отта                        | 59°56′27″ с. ш. 30°18′08″ в. д.                                    |
| № 3 — № 5                                                          | Биржевой проезд | Биржевой проезд                                                                   | Биржевой проезд                                                    | Биржевой проезд                                                    | Биржевой проезд                                                    |
| № 5                                                                | Новобиржевой Гостиный двор (здание исторического и философского факультета Санкт-Петербургского государственного университета) Объект культурного наследия № 7810173000  | Д. Кваренги (проект), Я. Я. Кетчер, В. Н. Пилявский, А. А. Завардин (перестройка) | 1800—1815, 1936                                                    |                                                                    | 59°56′37″ с. ш. 30°17′57″ в. д.                                    |
| За № 5                                                             | Площадь Академика Сахарова | Площадь Академика Сахарова                                                        | Площадь Академика Сахарова                                         | Площадь Академика Сахарова                                         | Площадь Академика Сахарова                                         |
| За № 5                                                             | Памятник академику А. Д. Сахарову | Л. К. Лазарев                                                                     | 5 мая 2003                                                         |                                                                    | 59°56′36″ с. ш. 30°17′50″ в. д.                                    |
| За № 5                                                             | Тифлисская улица |                                                                                   |                                                                    |                                                                    |                                                                    |
| За № 5                                                             | Биржевая линия |                                                                                   |                                                                    |                                                                    |                                                                    |